# Peugeot Type 77
La Peugeot Type 77 est un modèle d'automobile produit par le constructeur français Peugeot en 1905.